# Windows Phone 7
Windows Phone 7 — це перший випуск мобільної клієнтської операційної системи Windows Phone, випущений у всьому світі 21 жовтня 2010 року, а в США — 8 листопада 2010 року. Він працює на ядрі Windows CE 6.0.
Він отримав кілька великих оновлень, останнім було Windows Phone 7.8, яке було випущено в січні 2013 року та додало кілька функцій, портованих із Windows Phone 8, наприклад, більш настроюваний стартовий екран. Microsoft припинила підтримку для Windows Phone 7 8 січня 2013 року та для Windows Phone 7.5 14 жовтня 2014 року  Її наступником стала Windows Phone 8, яка була випущена 29 жовтня 2012 року.

## Історія
Корпорація Майкрософт офіційно представила нову операційну систему Windows Phone 7 Series на Всесвітньому мобільному конгресі в Барселоні 15 лютого 2010 року та розкрила додаткові подробиці на виставці MIX 2010 15 березня 2010 року. Остаточний SDK став доступним 16 вересня 2010 року. Пізніше HP вирішила не створювати пристрої для Windows Phone, посилаючись на те, що вона хоче зосередитися на пристроях для своєї щойно придбаної webOS. 11 жовтня 2010 року генеральний директор Microsoft Стів Балмер оголосив про 10 нових пристроїв для Windows Phone 7, виготовлених компаніями HTC, Dell, Samsung і LG. Продажі почнуться 21 жовтня 2010 року в Європі й Австралії та 8 листопада 2010 року й у Сполучених Штатах. Пристрої були доступні у 60 операторів у 30 країнах, а додаткові пристрої були запущені в 2011 році. Після випуску версії «Mango» Windows Phone 7 інші виробники стали партнерами, зокрема Acer, Fujitsu та ZTE.
Спочатку Windows Phone підтримував двадцять п’ять мов, а програми були доступні через Windows Phone Store у 35 країнах і регіонах. Підтримка додаткових мов і регіонів згодом була включена в оновлення Mango і Tango для ОС відповідно.